# Reckless (travhäst)
Reckless, född 3 april 2010 i Kil i Värmlands län, är en svensk varmblodig travhäst. Han tränas och körs av Björn Goop.
Reckless började tävla i oktober 2013 och tog första segern i den tredje starten. Han har till november 2021 sprungit in 6,9 miljoner kronor på 88 starter varav 16 segrar, 19 andraplatser och 10 tredjeplatser. Han har tagit karriärens hittills största segrar i Prix Tolosa (2015), Malmö Stads Pris (2016, 2018, 2019) och Prix Pierre Giffard (2017). Han har även kommit på andraplats i Örebro Intn'l (2016), C.L. Müllers Memorial (2016), Walter Lundbergs Memorial (2016), Sommartravets final (2017), Lyon Grand Prix (2017), Mälarpriset (2019) och Gulddivisionens final (mars 2020) samt på tredjeplats i Svenskt Mästerskap (2017) och Åby Stora Pris (2018). Han kom på fjärdeplats i Svenskt Travderby (2014).
Han deltog i Prix de Cornulier, som är världens största montélopp, den 21 januari 2018 på Vincennesbanan i Paris. Han slutade oplacerad i loppet.